# Qala-e-Now
Qala-e-Now is een stad in Afghanistan en is de hoofdplaats van de provincie Badghis.
In 2006 telde Qala-e-Now naar schatting 12.000 inwoners.